# Unione Sportiva Pistoiese 1961-1962
Questa pagina raccoglie le informazioni riguardanti l'Unione Sportiva Pistoiese nelle competizioni ufficiali della stagione 1961-1962.

## Rosa
| N. |                   | Ruolo | Calciatore            |
| -- | ----------------- | ----- | --------------------- |
|    | Italia (bandiera) | C     | Achille Baldini       |
|    | Italia (bandiera) | A     | Renzo Bonin           |
|    | Italia (bandiera) | A     | Giuseppe Brognoli     |
|    | Italia (bandiera) | P     | Alfiero Capasciutti   |
|    | Italia (bandiera) | C     | Renzo Carpini         |
|    | Italia (bandiera) | D     | Piergiorgio Ducceschi |
|    | Italia (bandiera) | C     | Alemanno Guercini     |
|    | Italia (bandiera) | A     | Giorgio Ive           |
|    | Italia (bandiera) | D     | Pasquale Malvolti     |
|    | Italia (bandiera) | A     | Roberto Mangani       |
|    | Italia (bandiera) | C     | Giampiero Mangiarotti |

| N. |                   | Ruolo | Calciatore         |
| -- | ----------------- | ----- | ------------------ |
|    | Italia (bandiera) | C     | Roberto Mazzanti   |
|    | Italia (bandiera) | D     | Mario Mori         |
|    | Italia (bandiera) | C     | Paolo Palazzini    |
|    | Italia (bandiera) |       | Rampazzo           |
|    | Italia (bandiera) | C     | Vincenzo Rosito    |
|    | Italia (bandiera) | D     | Giancarlo Savoia   |
|    | Italia (bandiera) | C     | Franco Sodero      |
|    | Italia (bandiera) | P     | Dante Soldi        |
|    | Italia (bandiera) | A     | Narciso Taffarello |
|    | Italia (bandiera) | D     | Romolo Tuci        |